# فینکس (ایلینوی)
فینکس (به انگلیسی: Phoenix) یک روستا در ایالات متحده آمریکا است که در ایلینوی واقع شده‌است. فینکس ۱٫۲۰ کیلومتر مربع مساحت و ۱٬۹۶۴ نفر جمعیت دارد.